# Celestino Fernández
Celestino Fernández (1962, Navia-17 de enero de 2020, Bogotá), conocido artísticamente como Tino Fernández fue un coreógrafo, director musical y bailarín colombo-español.

## Biografía
Nace en Navia en 1962. Se trasladó en los años 1980 a Madrid donde estudiaría arte dramático. Empezaría a trabajar como profesional en la compañía de teatro TRASGU para después trasladarse a París en 1983, donde estudiaría Danza Contemporánea y Danza Clásica trabajando en algunas compañías de esa ciudad. En 1991 crea su propia compañía de danza, L'Explose, con la que en 1996 se asentaría en Bogotá, Colombia, después de conocer al ejecutivo y escritor de ese país, Fernando Fernández, y de trabajar con la compañía colombiana Mapa Teatro en la obra Oresta ex machina.
Sería en este país en el que Tino Fernández desarrollaría la mayor parte de su carrera artística, alcanzando un lugar de prestigio como pilar de la escena cultural colombiana en relación con la danza y el teatro. Varias de sus obras tratan las situaciones más sensibles de la sociedad colombiana, por ejemplo La mirada de la avestruz con el desplazamiento forzado o con el Carnaval del Diablo en el que habla del conflicto armado interno de Colombia, la masacre de Bojayá y los fusilamientos extrajudiciales del ejército colombiano.
En 2008 crea La Factoría, un lugar para consolidar su proyecto escénico y que funciona como sede de L'Explose. Hoy en día es uno de los centros de creación contemporánea más importantes de la capital colombiana.

### Fallecimiento
Tino Fernández fallecería el viernes 17 de enero de 2020 en la Clínica Reina Sofía de Bogotá en las primeras horas de la madrugada. En las semanas anteriores a su fallecimiento fue internado en la clínica y finalmente moriría debido a un cáncer linfático, según se dio a conocer posteriormente.

## Obras
- Con los ojos cerrados (1991)
- El silencio de las palabras (1992)
- El secreto de Inés (1993)
- Contre-Cœur (1993)
- Oresta ex machina (1995)
- Sol a solas (1996)
- La irrupción de la nada (1997)
- La huella del camaleón (1998)
- Sé que volverás (2000)
- La mirada del avestruz (2002)
- El tiempo de un silencio (2005)
- Frenesí (2006)
- ¿Por quién lloran mis amores?
- Diario de una Crucifixión (2012)
- Crónica de una historia danzada (2013)
- Carmina Burana (2013)
- La razón de las Ofelias
- La miel es más dulce que la sangre
- El Carnaval del Diablo (2015)

### Cortometraje
- L'Attente (1995)

## Premios
- Premio Nacional de Danza (2006)
- Premio al mejor espectáculo - Feria Internacional de Teatro y Danza de Huesca